# Samdo (häradshuvudort i Kina, Tibet Autonomous Region, lat 31,21, long 96,60)
Samdo (kinesiska: Sangduo, 桑多, Rezhaka, 热扎卡, 色达公社, 桑多镇) är en häradshuvudort i Kina. Den ligger i den autonoma regionen Tibet, i den sydvästra delen av landet, omkring 550 kilometer öster om regionhuvudstaden Lhasa. Antalet invånare är 11 747. Befolkningen består av 5 802 kvinnor och 5 945 män. Barn under 15 år utgör 32 %, vuxna 15-64 år 63 %, och äldre över 65 år 4,0 %.
Runt Samdo är det mycket glesbefolkat, med 7 invånare per kvadratkilometer. Det finns inga andra samhällen i närheten. Trakten runt Samdo består i huvudsak av gräsmarker.
Genomsnittlig årsnederbörd är 775 millimeter. Den regnigaste månaden är juli, med i genomsnitt 173 mm nederbörd, och den torraste är december, med 2 mm nederbörd.